# Gyges

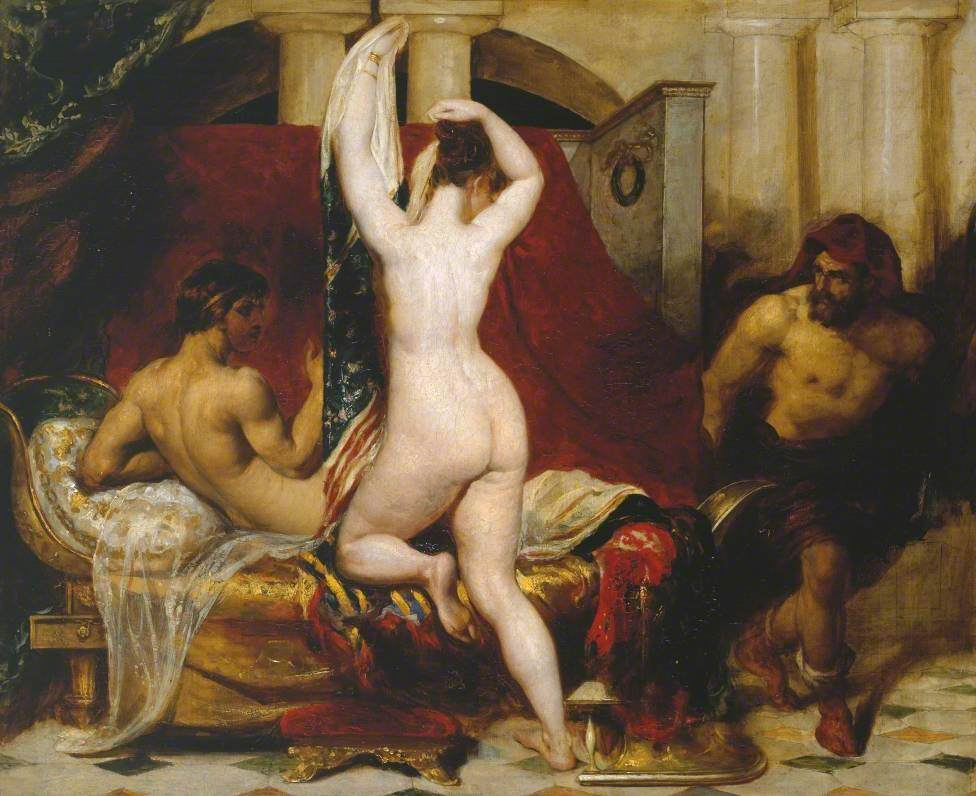
Król Kandaules ukazujący swą żonę Gygesowi (mal. William Etty, 1830)

Gyges (gr. Γύγης 716–678 p.n.e. lub 680–644 p.n.e.) – król Lidii i założyciel dynastii Mermnadów (Sokołów), do której należał m.in. Krezus. 
Gyges był uzurpatorem, gdyż władzę nad państwem przejął po zamordowaniu króla Kandaulesa z dynastii Heraklidów, nie mając do tego żadnych legitymistycznych podstaw. Przyczynił się do dobrobytu Lidii poprzez rozwój handlu, przedłużając na wschód trakt handlowy z Efezu i wykorzystując dogodne położenie stolicy – Sardes.
Prowadził agresywną politykę wobec miast greckich w Azji Mniejszej: Smyrny, Magnezji, Miletu i Kolofonu. Celem nie było jednak ich zniszczenie ani całkowite pozbawienie niezależności politycznej (nie utrzymywał tam swych załóg wojskowych), lecz czerpanie z nich dochodów m.in. poprzez nakładanie danin. Lawirował też między ówczesnymi mocarstwami: początkowo związał się z Asyrią, później przeszedł na stronę Egiptu, popierając Psametycha I walczącego o uwolnienie Egiptu spod okupacji asyryjskiej.
Gyges poległ w 652 p.n.e. w trakcie bitwy pod Ligdamis (asyryjskie Tugdamme) podczas najazdu Kimerów (Kimmeryjczyków).

## W legendzie
Co do zbrodniczego przechwycenia władzy przez Gygesa, znane są trzy wersje okoliczności, w jakich do tego doszło: 
- Według Herodota (Dzieje I, 8-13): był on zaufanym doradcą króla Kandaulesa i jego przyjacielem. Wychwalając przed nim urodę swojej żony i twierdząc, że jest najpiękniejszą kobietą na świecie, król zaproponował Gygesowi ukrycie się w jej sypialni, by mógł przekonać się o prawdziwości tej oceny. Królowa spostrzegła jednak podglądającego i następnego dnia wezwała do siebie, stawiając mu ultimatum: albo zostanie ukarany śmiercią za złamanie prawa, albo zabije króla i ją poślubi. Gyges wybrał drugą możliwość.
- Według Ksantosa z Lidii (FGrHist No. 90, fr. 44-46): Gyges był zaufanym strażnikiem przybocznym króla, lecz gdy spróbował uwieść królową, poskarżyła się ona mężowi; zamierzał on ukarać śmiercią Gygesa, lecz ten, ostrzeżony przez pałacową służbę, zgładził Kandaulesa.
- W wersji Platona (Państwo 359 D-360 B) opowieść ma wyraźnie zmitologizowany charakter: Gyges był początkowo prostym pasterzem w służbie króla Lidii. Pewnego dnia miał znaleźć w przepaści konia z brązu oraz ciało zmarłego nadludzkiego wzrostu ze złotym pierścieniem na palcu. Pierścień po nałożeniu i odpowiednim obróceniu zapewniał jego posiadaczowi niewidzialność. Gyges dotarł z nim do Kandaulesa, którego zabił.